# Filipe Balbi
Filipe Balbi (Ubá, 21 de março de 1886 — Ubá, dezembro de 1970) foi um político brasileiro. Exerceu o mandato de deputado federal constituinte por Minas Gerais em 1946.
Nasceu em Santana do Sapé, distrito de Ubá que atualmente é conhecido como Guidoval, município do estado de Minas Gerais, fundada no final de 1948, com uma população em torno de 7.000 pelo Censo IBGE/2010. Seus pais Maria Cornélia e Caetano Balbi e casado com Matilde Balbi.
Formado em curso secundário de Medicina no Rio de Janeiro no de 1912, pela Faculdade Nacional de Medicina. Após receber o diploma, voltou para sua cidade natal para exercer sua profissão. Assim começou a fazer parte de comissões voltadas a realizar projetos de saúde pública, sendo membro da Comissão Rockefeller.
Anos depois passou a ingressar na política, como Vereador no município de Ubá (1927), depois foi deputado da Assembléia Constituinte mineira e após a Revolução de 1930 (que durou dois anos, 1935-1937) pelo Partido Progressista, a primeira legislatura na Assembléia Legislativa Estadual. Seu mandato chegou ao fim quando o Estado Novo suspendeu as diversas câmeras legislativas pelo país, assim após execução do golpe de 10 de novembro, sem ocupar mais cargos políticos, voltou a trabalhar com sua formação na cidade, e agir na funcionalidade de inspetor de ensino.
Com a finalização do regime ditatorial em 1945, conseguiu voltar a ocupar cargos no cenário político, sendo o primeiro na Zona da Mata Mineira, liderando nas eleições em dezembro ao lado de seus companheiros, José André de Almeida e Juarez de Sousa do Carmo, a campanha presidencial do brigadeiro José Eduardo Gomes da UND ( União Democrática Nacional). Na mesma disputa, candidatou-se pela legenda do Partido Republicano (PR), no qual um dos fundadores também era mineiro em 1945, a Assembleia Nacional Constituinte (ANC). No começo do ano de 1946 foi eleito e iniciou seu mandato participando da criação da  Constituição promulgada meses depois e com a mudança da Constituição para Congresso Ordinário, conquistou a cadeira de deputado federal por 5 anos, até 1951. Chegou a se recandidatar um ano antes mas não foi eleito novamente, durante esse período dentro da Câmara, fazia parte da Comissão Permanente de Tomada de Contas.
Foi diretor do Banco Hipotecário e Agrícola do Estado de Minas Gerais S.A. iniciando em 1950, e após 3 do fim de seu mandato e não conseguir ser reeleito, tentou mais uma vez ingressar no ramo da política, se candidatando a um cargo Câmara Federal de PR, porém novamente não teve êxito. Ocupo cargo na polícia de Minas Gerais por meio de indicação Governador Clóvis Salgado da Gama, em 1958 tentou novamente reatar na política mas apenas alcançou uma suplência, faleceu em sua cidade Natal com 84 anos, em 1970.